# Europeiska unionens pris för samtidsarkitektur
Europeiska unionens pris för samtidsarkitektur – Mies van der Rohe-priset är ett arkitekturpris, vilket delas ut av Europeiska unionen och Fundació Mies van der Rohe de Barcelona vartannat år.
Nomineringar görs av bland andra medlemsorganisationerna i Architects’ Council of Europe (i Sverige Sveriges Arkitekter, i Finland Finlands arkitektförbund), andra europeiska nationella arkitektorganisationer och prisets rådgivande kommitté. Prisjuryn väljer i en första omgång ut ett antal finalister bland nominerade förslag. I andra omgången, efter att ha inspekterat finalisterna på plats, utses vinnande objekt samt en pristagare för speciellt omnämnande.
Utöver urvalet av finalister presenterar juryn också ett något större urval av bidrag i en kortare lista, en så kallad kortlista. Kortlistade bidrag får plats i årets katalog och utställning och representanter bjuds in till prisceremonin.
För 2015 års pris nominerades 420 byggnader från 36 länder. För 2017 års pris nominerades 355 byggnader från 36 länder.

## Lista över pristagare

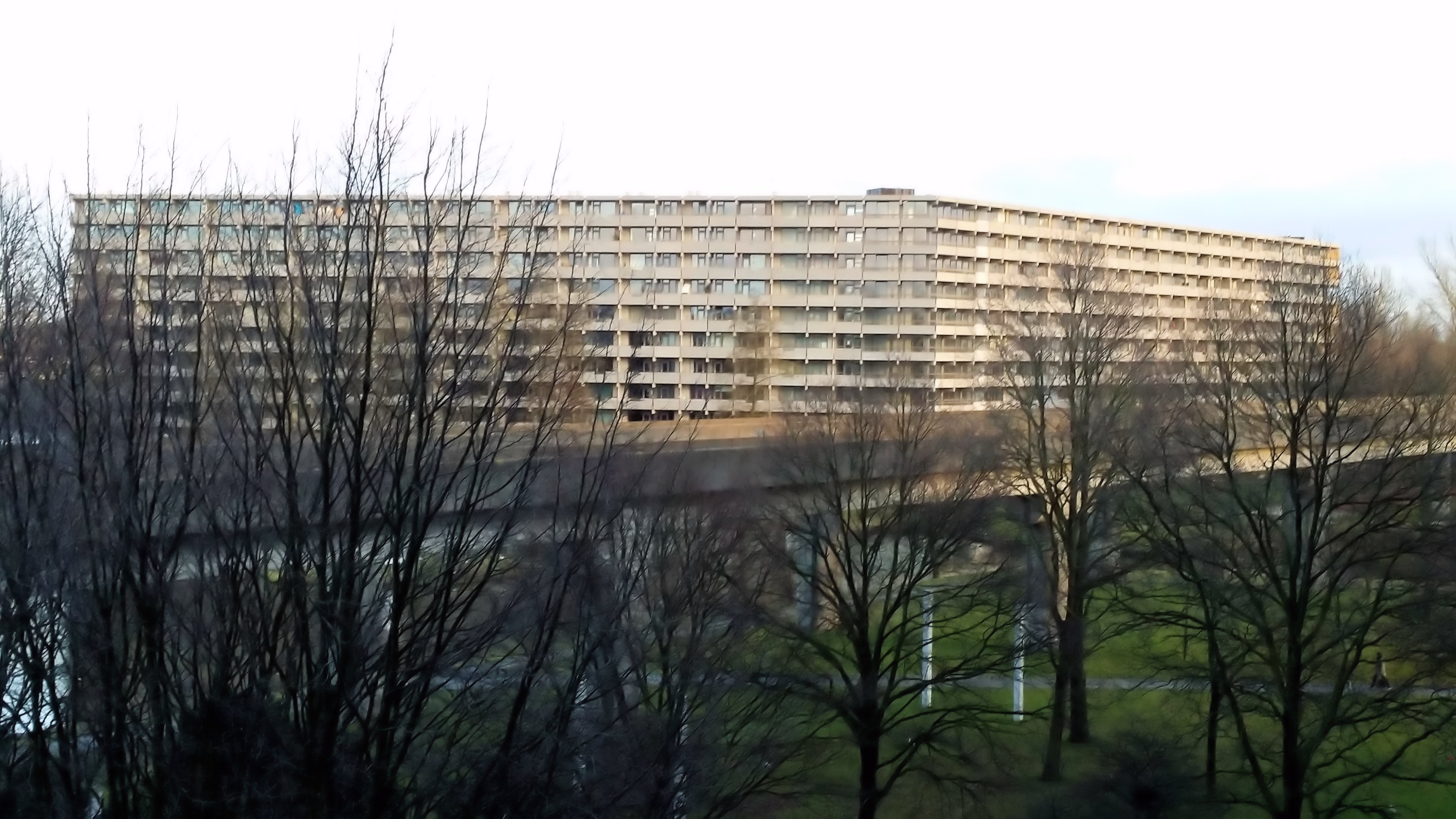
Bostadshuset Deflat Kleiburg i Amsterdam, pris 2017
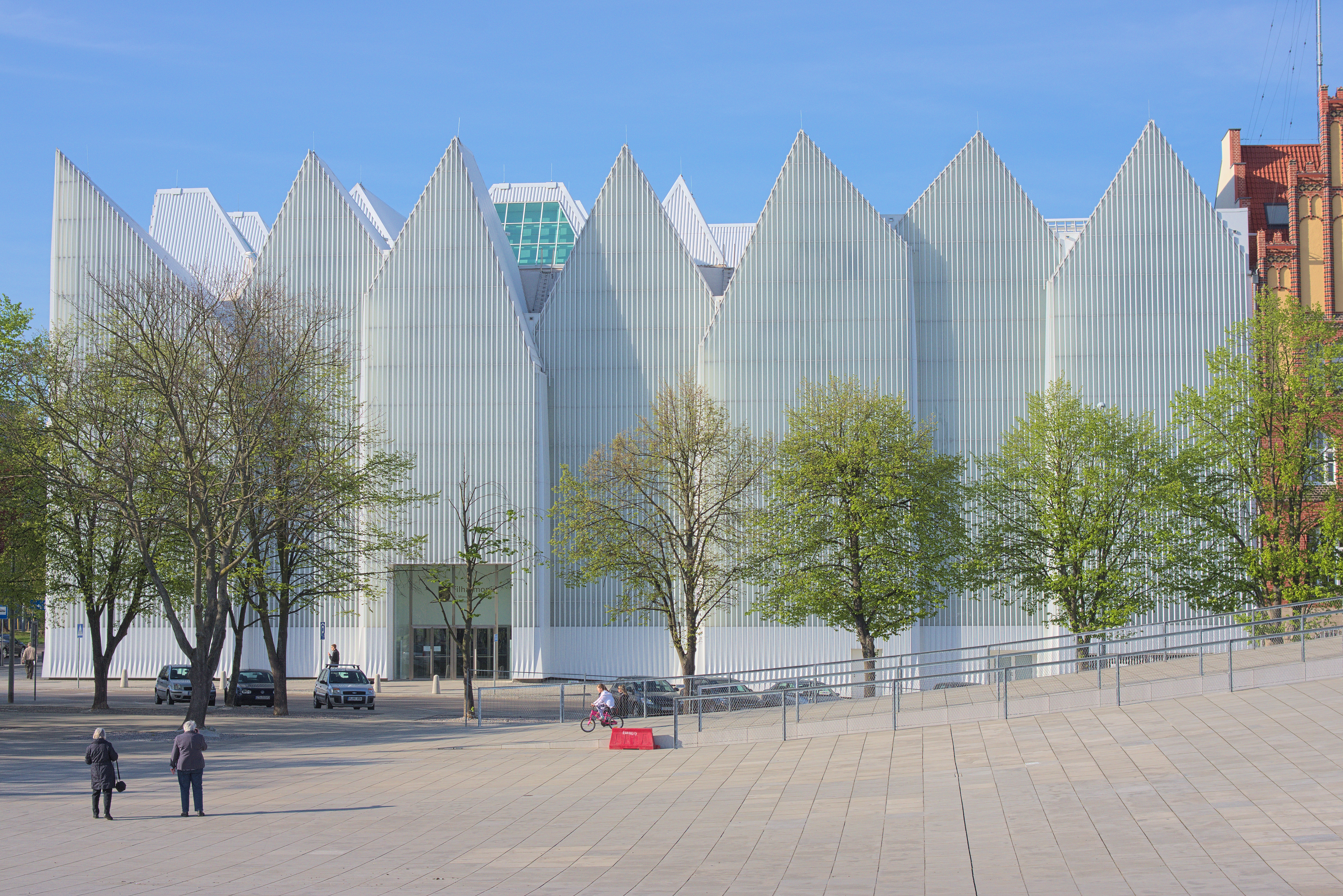
Konserthuset i Szczecin, pris 2015
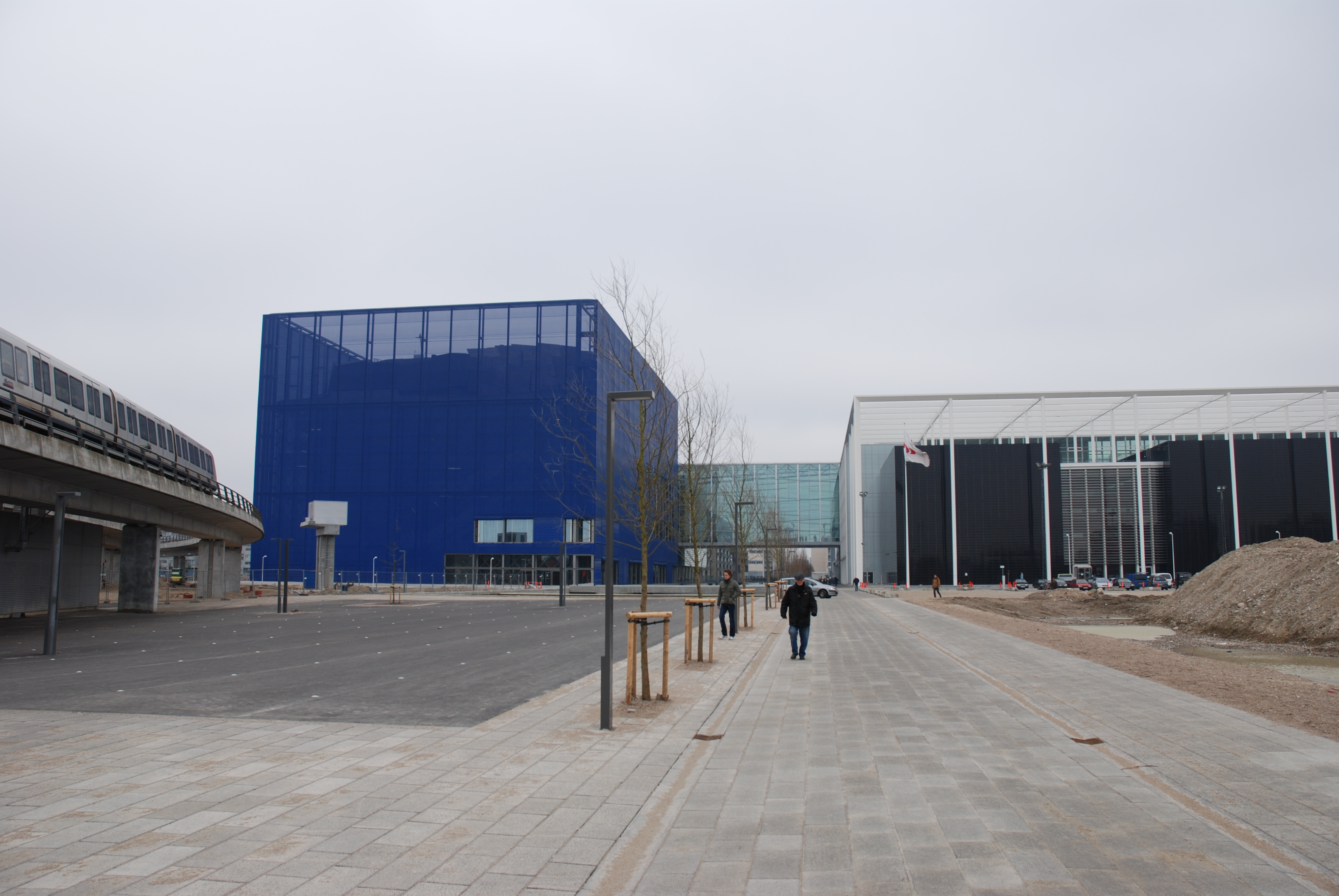
Danmarks Radios Konserthus i Köpenhamn, finalist 2011
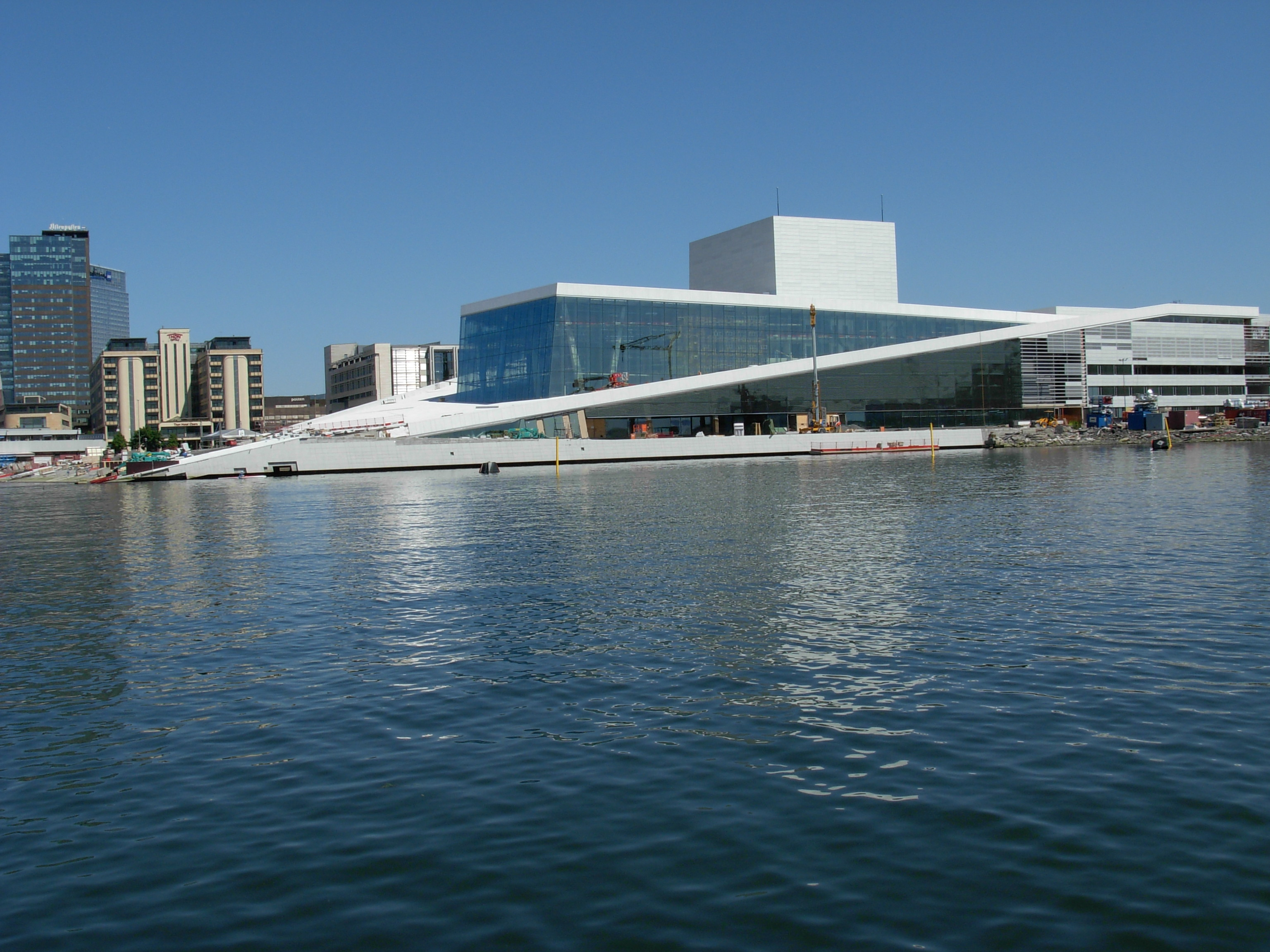
Operahuset i Oslo, pris 2009

| År                        | Arkitekt                                                              | Byggnadsverk                                                | Ort                    | Land           |
| ------------------------- | --------------------------------------------------------------------- | ----------------------------------------------------------- | ---------------------- | -------------- |
| Pris 2017                 | Arkitektkontoren NL Architects och XVW (renovering)                   | Deflat Kleiburg                                             | Bijlmermeer, Amsterdam | Nederländerna  |
| Pris 2015                 | Barozzi/Veiga                                                         | Szczecin Philharmonic Hall                                  | Szczecin               | Polen          |
| Pris 2013                 | Henning Larsen i samarbete med Olafur Eliasson                        | Konserthuset Harpa                                          | Reykjavik              | Island         |
| Pris 2011                 | David Chipperfield                                                    | Neues Museum                                                | Berlin                 | Tyskland       |
| Speciellt omnämnande 2011 | Bet Capdeferro och Ramon Bosch                                        | College House                                               | Girona                 | Spanien        |
| Pris 2009                 | Snøhetta                                                              | Operahuset                                                  | Oslo                   | Norge          |
| Speciellt omnämnande 2009 | Lea Pelivan och Toma Plejic                                           | Gymnasium                                                   | Koprivnica             | Kroatien       |
| Pris 2007                 | Mansilla+Tuñón Arquitectos Luis M. Mansilla och Emilio Tuñón          | Museet för modern konst i Castilla y León                   | León                   | Spanien        |
| Speciellt omnämnande 2007 | Matija Bevk och Vasa Perovic                                          | Institutionen för matematik, Fysik- och matematikfakulteten | Ljubljana              | Slovenien      |
| Pris 2005                 | Rem Koolhaas och Ellen van Loon                                       | Nederländernas ambassad i Berlin                            | Berlin                 | Tyskland       |
| Speciellt omnämnande 2005 | Kamiel Klaasse, Mark Linnemann, Walter van Dijk och Pieter Bannenberg | BasketBar                                                   | Utrecht                | Nederländerna  |
| Pris 2003                 | Zaha Hadid                                                            | Terminus Multimodal Hoenheim-Nord                           | Hoenheim, Strasbourg   | Frankrike      |
| Speciellt omnämnande 2003 | Jürgen Mayer                                                          | Scharnhauser Park Stadshus                                  | Ostfildern             | Tyskland       |
| Pris 2001                 | Rafael Moneo                                                          | Kursaal Centre                                              | San Sebastián          | Spanien        |
| Speciellt omnämnande 2001 | Florian Nagler                                                        | Kaufmann Holz AG Distribution Centre                        | Bobingen               | Tyskland       |
| Pris 1998                 | Peter Zumthor                                                         | Kunsthaus Bregenz                                           | Bregenz                | Österrike      |
| Pris 1996                 | Dominique Perrault                                                    | Bibliothèque nationale de France                            | Paris                  | Frankrike      |
| Pris 1994                 | Nicholas Grimshaw & Partners                                          | Waterloo International Terminal                             | London                 | Storbritannien |
| Pris 1992                 | Esteve Bonell och Francesc Rius                                       | Municipal Sports Stadium                                    | Badalona               | Spanien        |
| Pris 1990                 | Norman Foster                                                         | Stansteds flygplats                                         | London                 | Storbritannien |
| Pris 1988                 | Alvaro Siza                                                           | Banco Borges e Irmão                                        | Vila do Conde          | Portugal       |

## Finalister

### Finalister till 2017 års pris

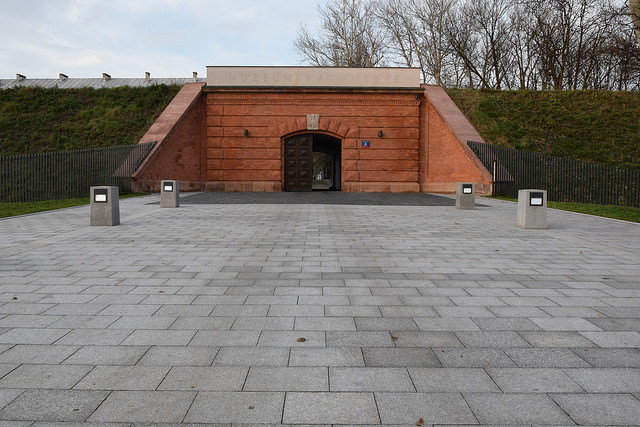
Huvudingången till Muzeum Katyńskie

- Deflat Kleiburg, Bijlmermeer, Amsterdam, Nederländerna (vinnare)
- Ely Court, London Borough of Brent, London, Storbritannien, av Alison Brooks Architects
- Kannikegården, Ribe, Danmark, av Lundgaard & Tranberg Arkitekter
- Muzeum Katyńskie w Warszawie, Warszawa, Polen, av BBGK Architekci
- Le musée mémorial de Rivesaltes, Rivesaltes, Frankrike, av Rudy Riciotti

### Finalister till 2015 års pris
- Konserthuset i Szczecin, Polen, av Barozzi/Veiga (vinnare)
- Kunstmuseum Ravensburg, Ravensburg, Tyskland, av Lederer Ragnarsdóttir Oei
- M/S Museet for Søfart, Helsingør, Danmark, av  Bjarke Ingels Group (BIG)
- Antinori chianti classici cantina, San Casciano Val di Pesa, Florens, Italien, av Archea Associati
- Saw Swee Hock Student Centre, London School of Economics, London, Storbritannien, O’Donnell + Tuomey

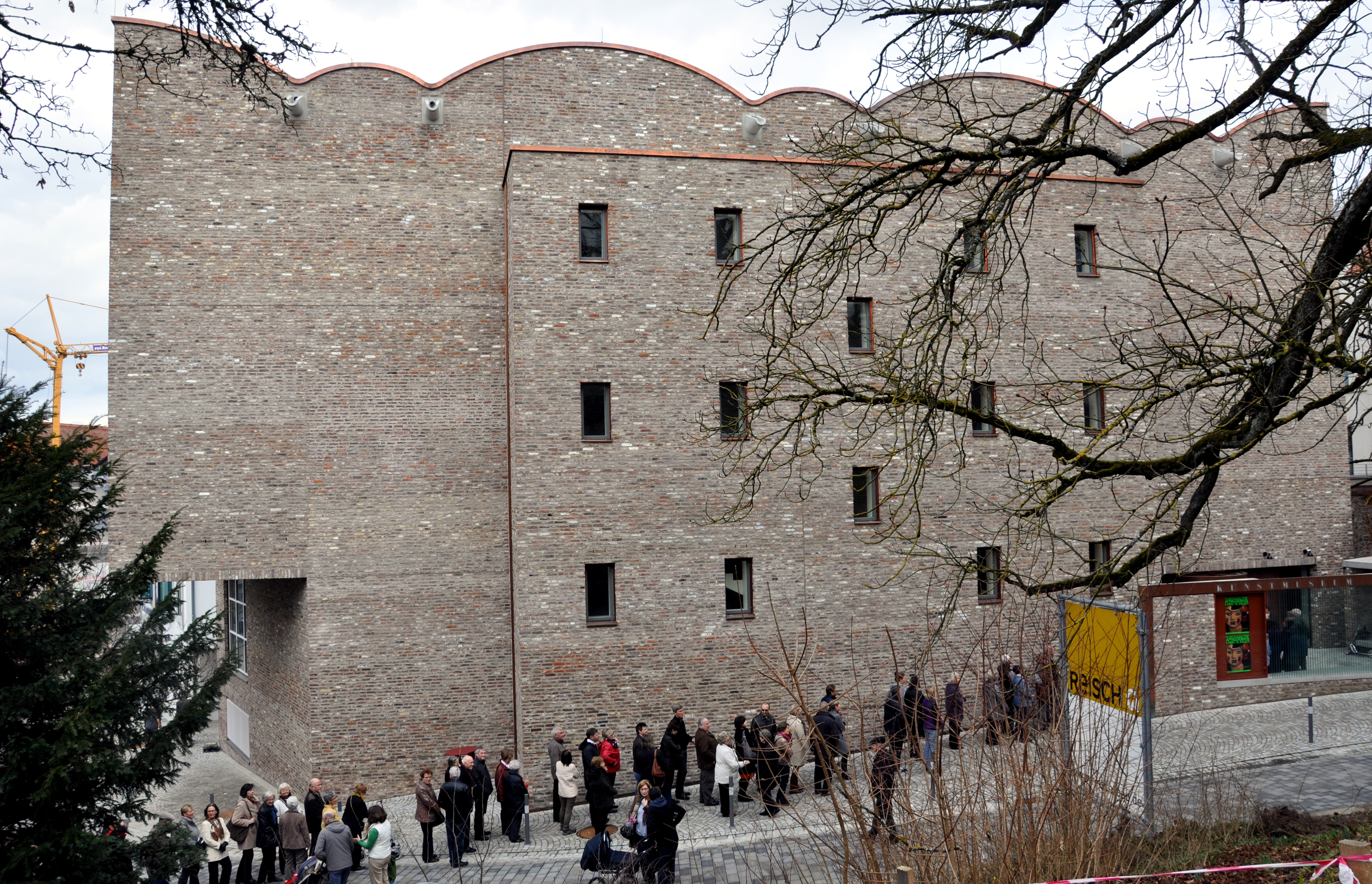
Kunstmuseum Ravensburg
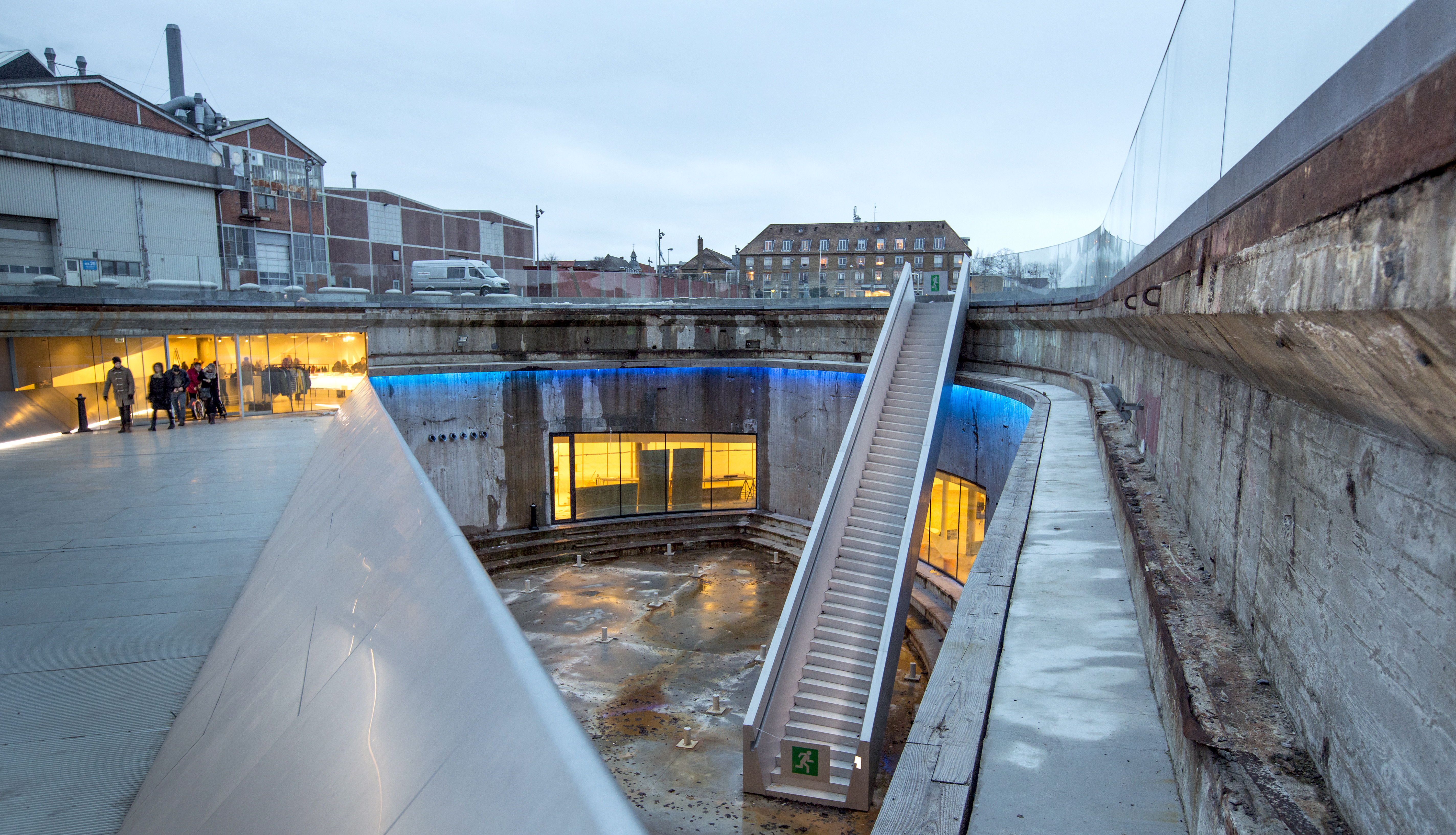
Museet for Søfart, Helsingør
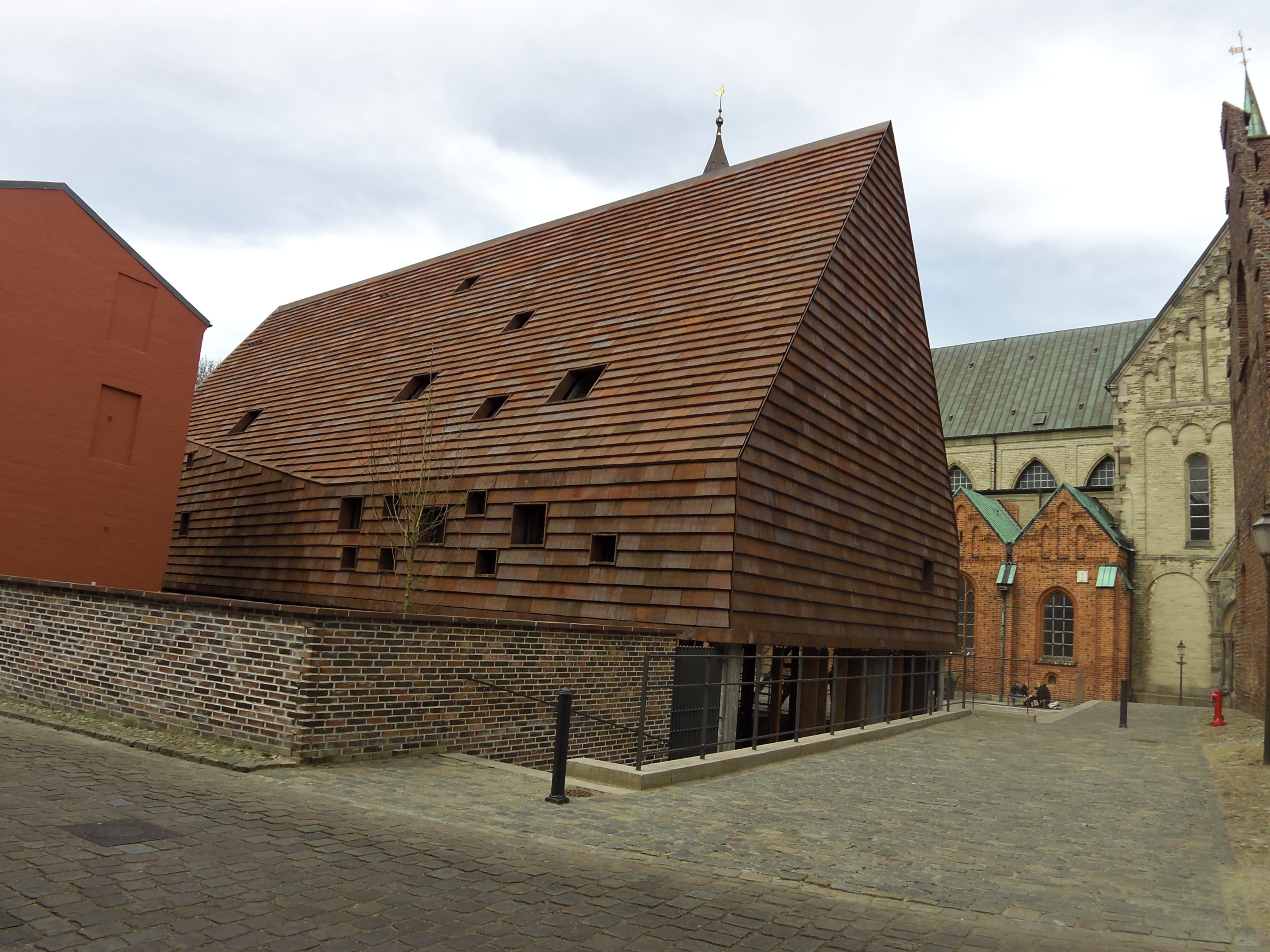
Kannikegården, Ribe
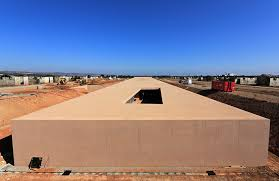
Musée memorial de Rivesaltes, Rivesaltes

### Finalister till 2013 års pris
- Harpa i Reykjavik av Batteríid architects, Henning Larsen Architects och Studio Olafur Eliasson (vinnare)
- Superkilen i Köpenhamn av Bjarke Ingels Group, Topotek1 och Superflex
- Stadshus i Gent i Belgien av Paul Robbrecht och Hilde Daem  (Robbrecht en Daem architecten) och Marie-José Van Hee architecten
- Hus för pensionärer i Alcácer do Sal i Portugal av Aires Mateus Arquitectos
- Metropol Parasol i Sevilla i Spain av Jürgen Mayer

### Finalister till 2011 års pris
- Neues Museum i Berlin i Tyskland av David Chipperfield (vinnare)
- Bronks ungdomsteater i Bryssel i Belgien av MDMA, Belgien
- MAXXI i Rom av Zaha Hadid
- Danmarks Radios Konserthus i Köpenhamn i Danmark av Jean Nouvel
- Akropolismuseet i Atén i Grekland av Bernard Tschumi
- Rehabiliteringscentret Groot Klimmendaal i Arnhem i Nederländerna av Arkitektfirman Koen van Velsen

### Finalister till 2009 års pris
- Operahuset i Oslo av Snøhetta (vinnare)
- Università Commerciale Luigi Bocconi i Milano av Shelley McNamara och Yvonne Farrell
- Danmarks Radios Konserthus i Köpenhamn i Danmark av Jean Nouvel
- Bibioteca, Centro para la tercera edad e interior de manzana del distrito de Sant Antoni i Barcelona av Rafael Aranda, Carme Pimen och Ramon Vilalta
- Zenith konserthus i Strasbourg i Frankrike av Massimiliano Fuksas

## Nomineringar från Sverige

### För 2017 års pris
- Tornet, Helsingkrona nation, Lund, Fojab
- Malmö Live, Malmö, Schmidt Hammer Lassen
- Bostadshuset Katscha, Norrköping, a+d reppen wartiainen
- Hörsalsparken, Norrköping, Tyréns AB
- Tillfällig saluhall Östermalmstorg, Stockholm, Tengbomgruppen (uppmärksammat som ett av 40 kortlistade bidrag)
- Arkitekturskolans byggnad, Kungliga Tekniska högskolan, Stockholm, Tham & Videgård Arkitekter

### För 2015 års pris
- Skogskyrkogårdens nya krematorium i Stockholm, Johan Celsing arkitektkontor (uppmärksammat som ett av 40 kortlistade bidrag)
- Cyklopen (kulturhus) i Stockholm, Marx Arkitektur
- Ting1 i Örnsköldsvik, Wingårdh Arkitektkontor
- Sjöterrassen i Fittja i Botkyrka kommun, Kjellander + Sjöberg
- Quality Hotel Friends i Solna, Wingårdh Arkitektkontor
- Katedralen i Linköping, Petra Gipp Arkitektur
- Aula Medica i Solna, Wingårdh Arkitektkontor
- Kville saluhall i Göteborg, Gustav Appell Arkitektkontor[4]
- Informations- och biljettpaviljonger på Strömkajen i Stockholm, Marge arkitekter
- Väven, kulturhus i Umeå, Snøhetta och White arkitekter

### För 2013 års pris
- Studio Furillen på Furillen på Gotland av Andreas Forsberg, AQ arkitekter
- Domkyrkoforum i Lund av Carmen Izquierdo
- Årsta kyrka i Stockholm av Johan Celsing
- Station Triangeln av Lars Lindahl, Sweco Arkitekter, och Nille Juul-Sørensen, KHR Arkitekter
- Bildmuseet i Umeå, av Lennart Sjögren, White Arkitekter, och Henning Larsen Arkitekter
- Naturum Tåkern i Ödeshögs kommun, av Gert Wingårdh och Johan Edblad på Wingårdh Arkitektkontor

## Fotogalleri

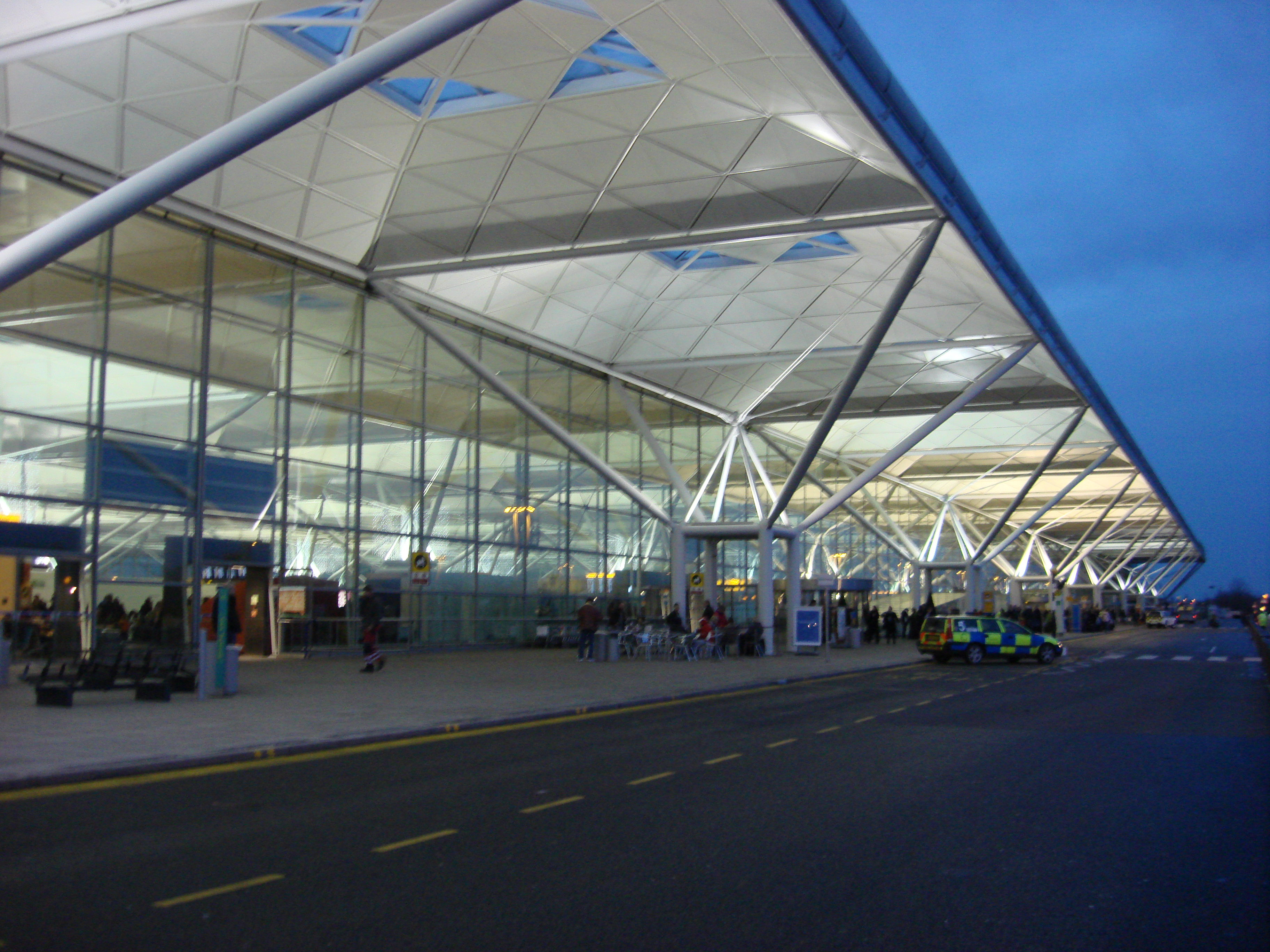
Stansteds flygplats av Norman Foster, pris 1990
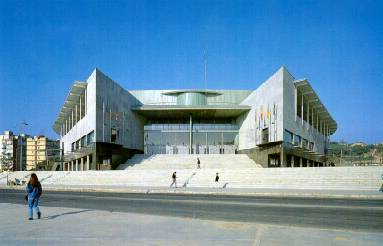
Palau d'Esports i Badalona av Esteve Bonell och Francesc Rius, pris 1992
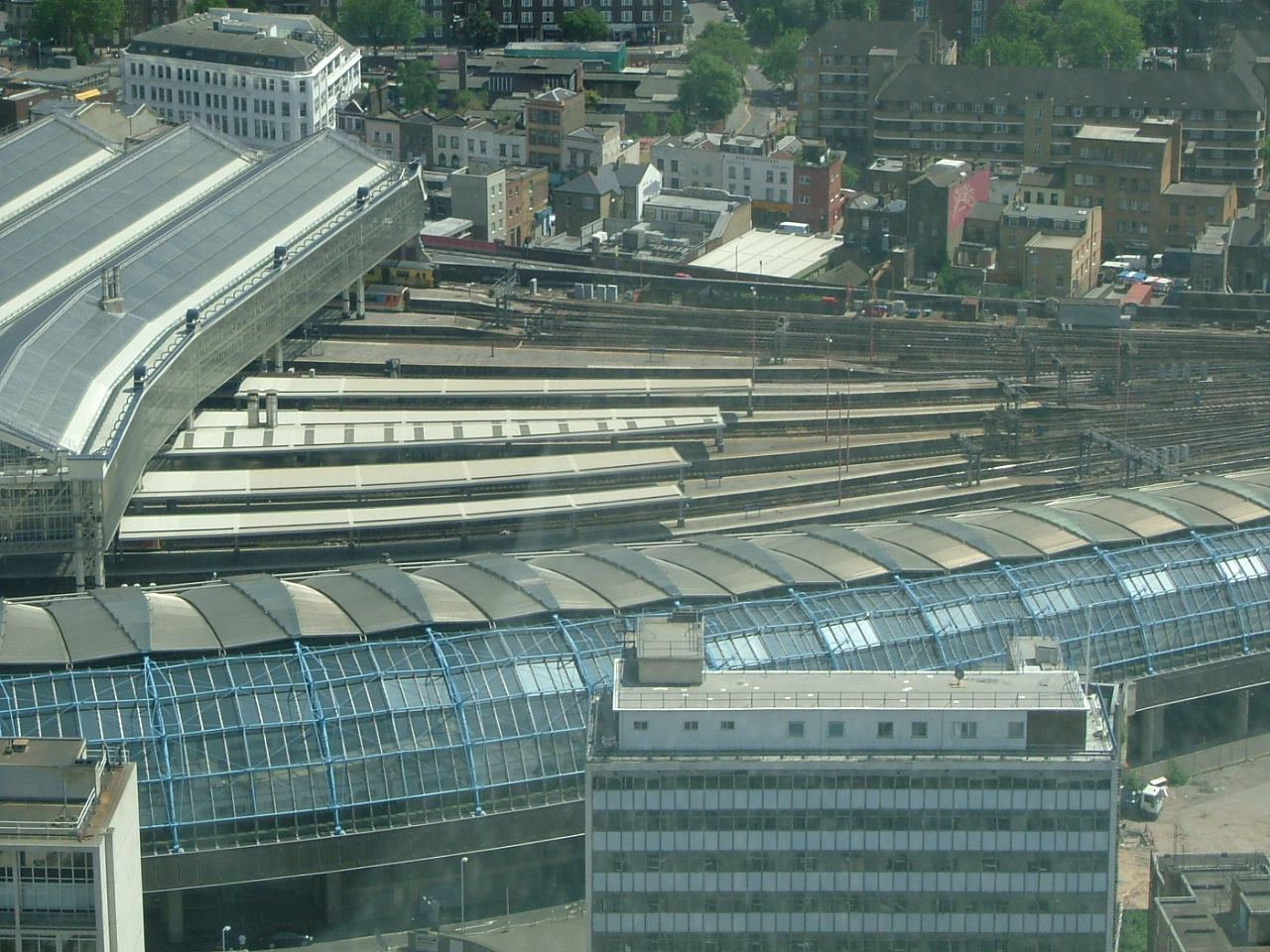
Waterloo Station International Concourse av Nicholas Grimshaw & Partners, pris 1994
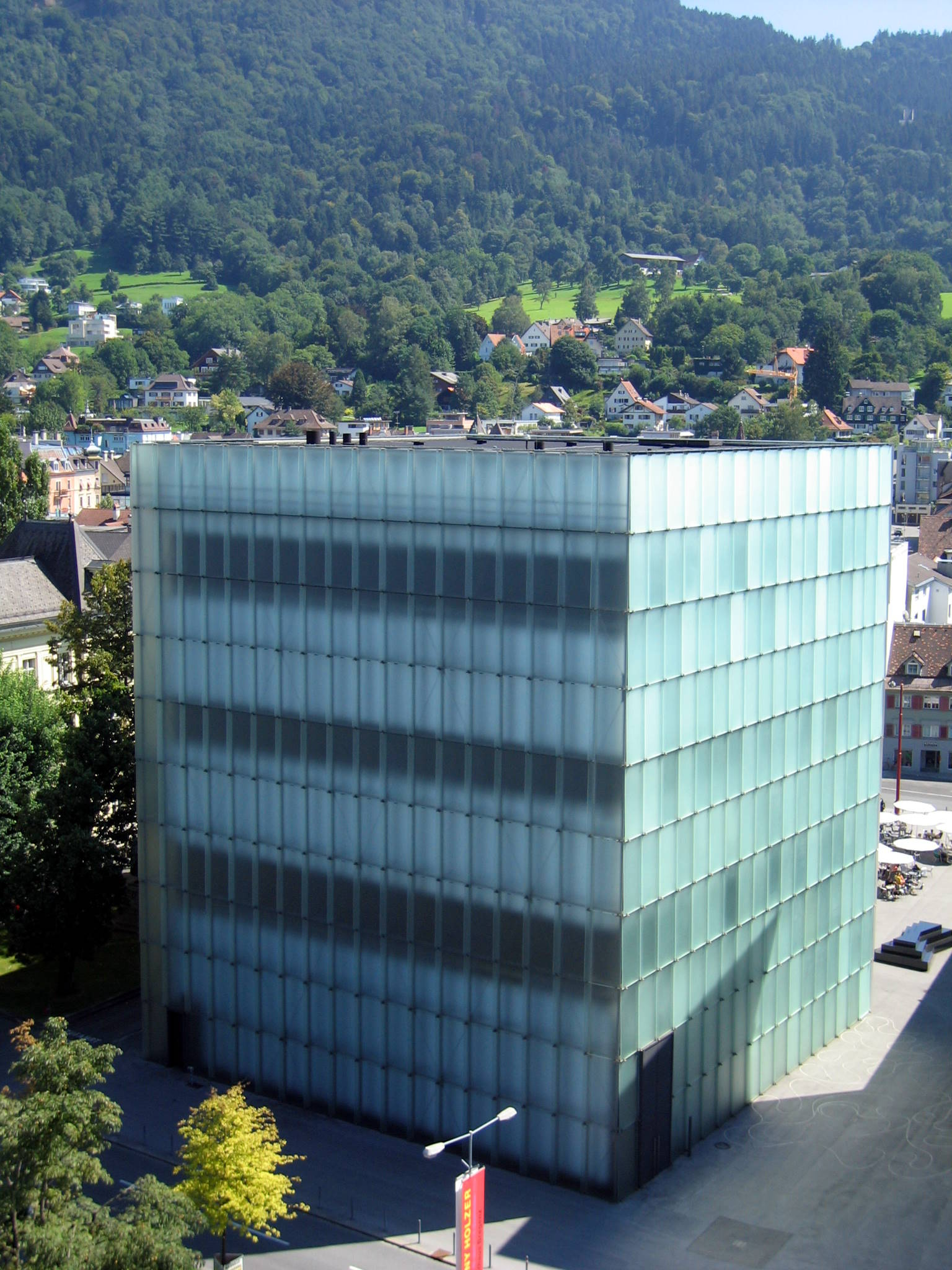
Kunsthaus Bregenz av Peter Zumthor, pris 1998
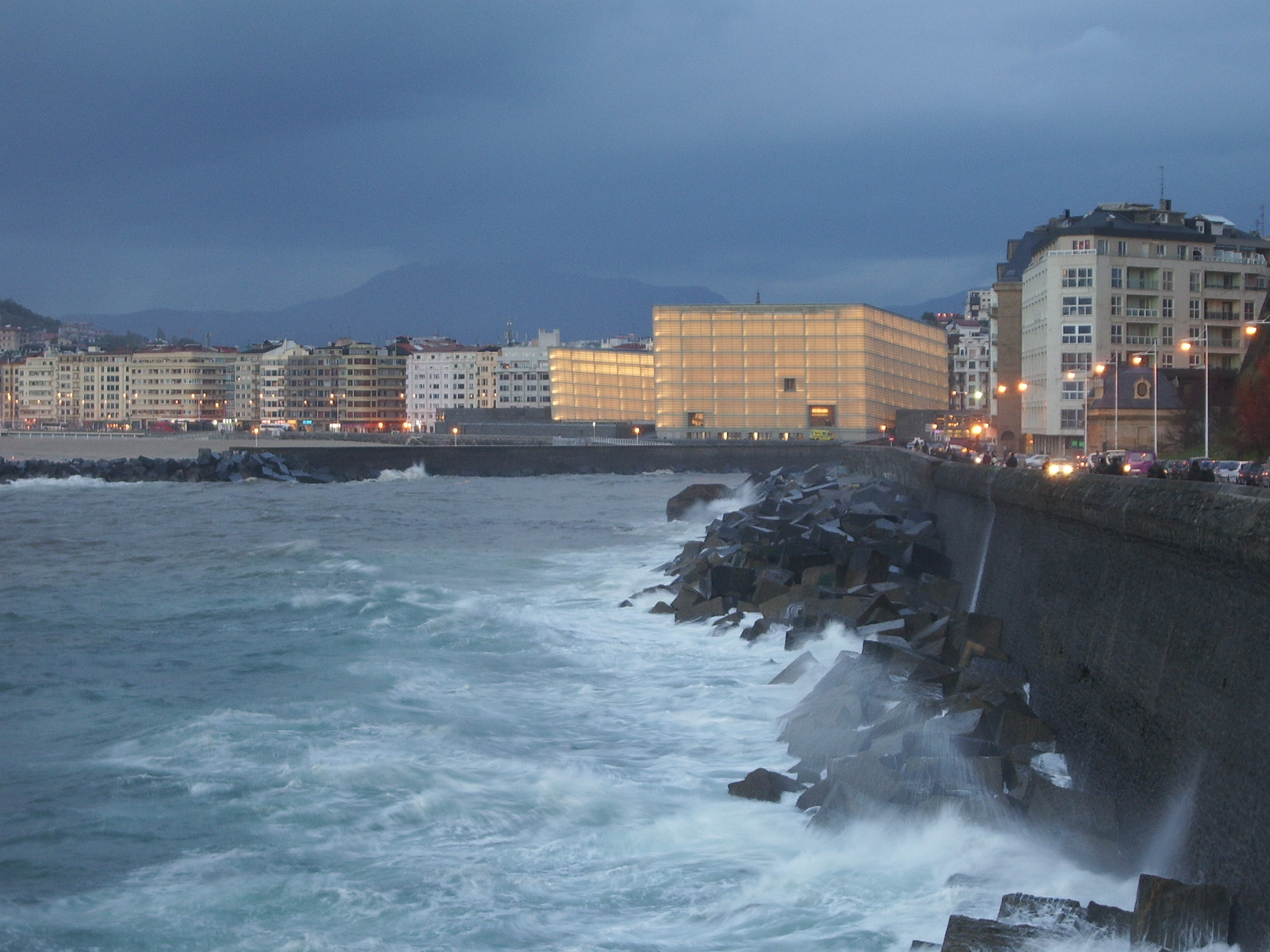
Kursaal Congress Palace och Auditorium i San Sebastian av Rafael Moneo, pris 2001
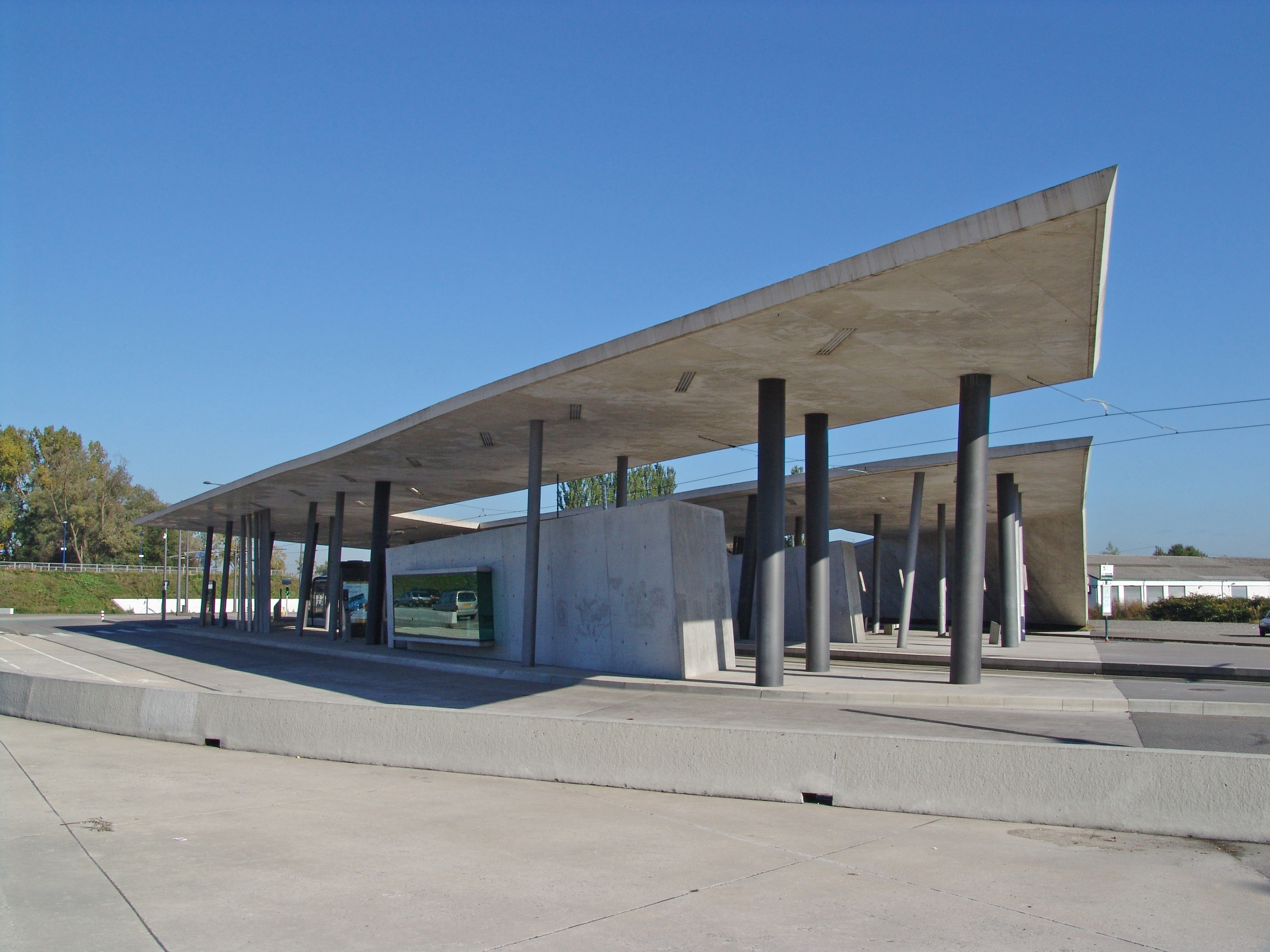
Terminus Multimodal Hoenheim-Nord av Zaha Hadid, pris 2003
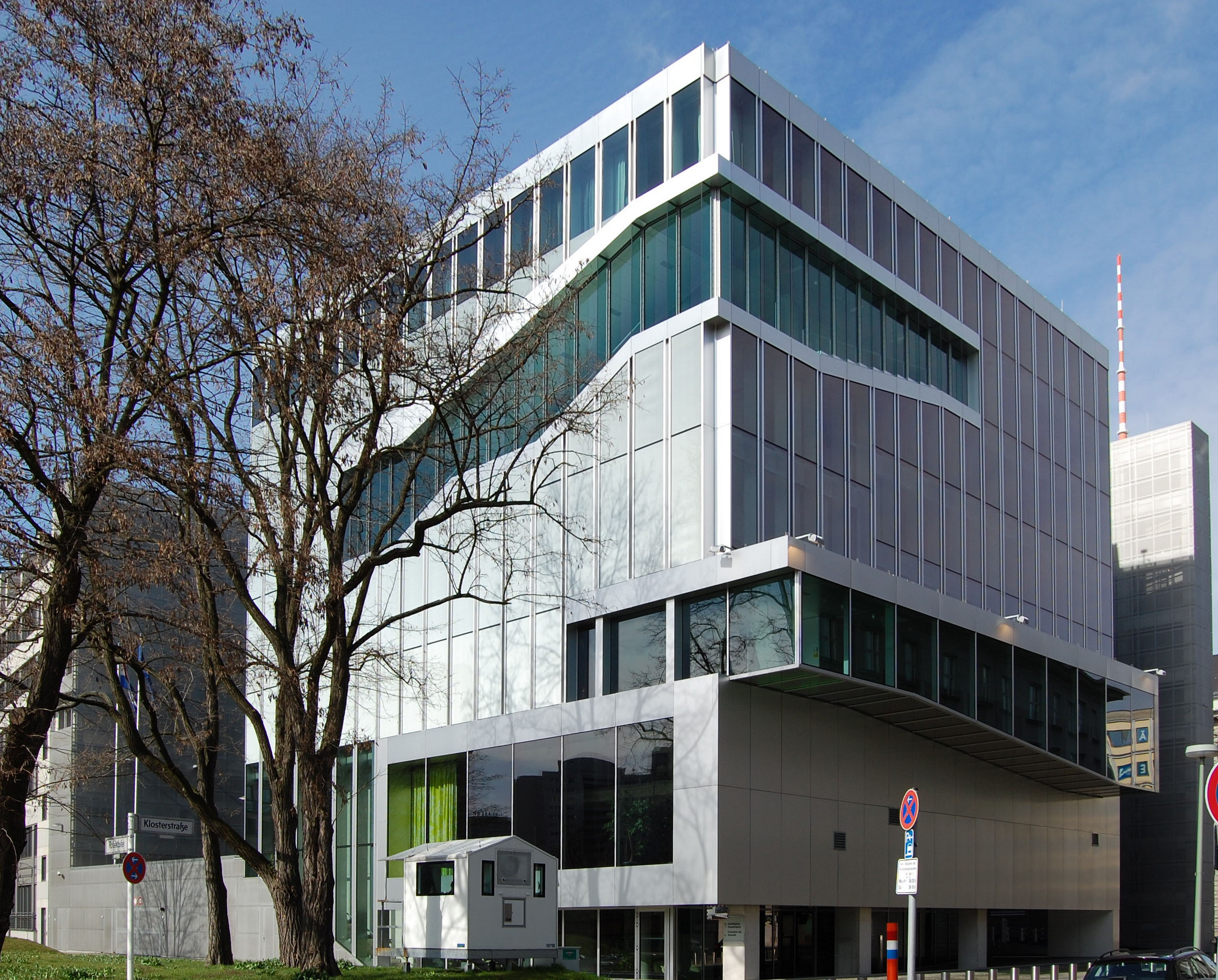
Nederländernas ambassad i Berlin av Rem Koolhaas och Ellen van Loon, pris 2005
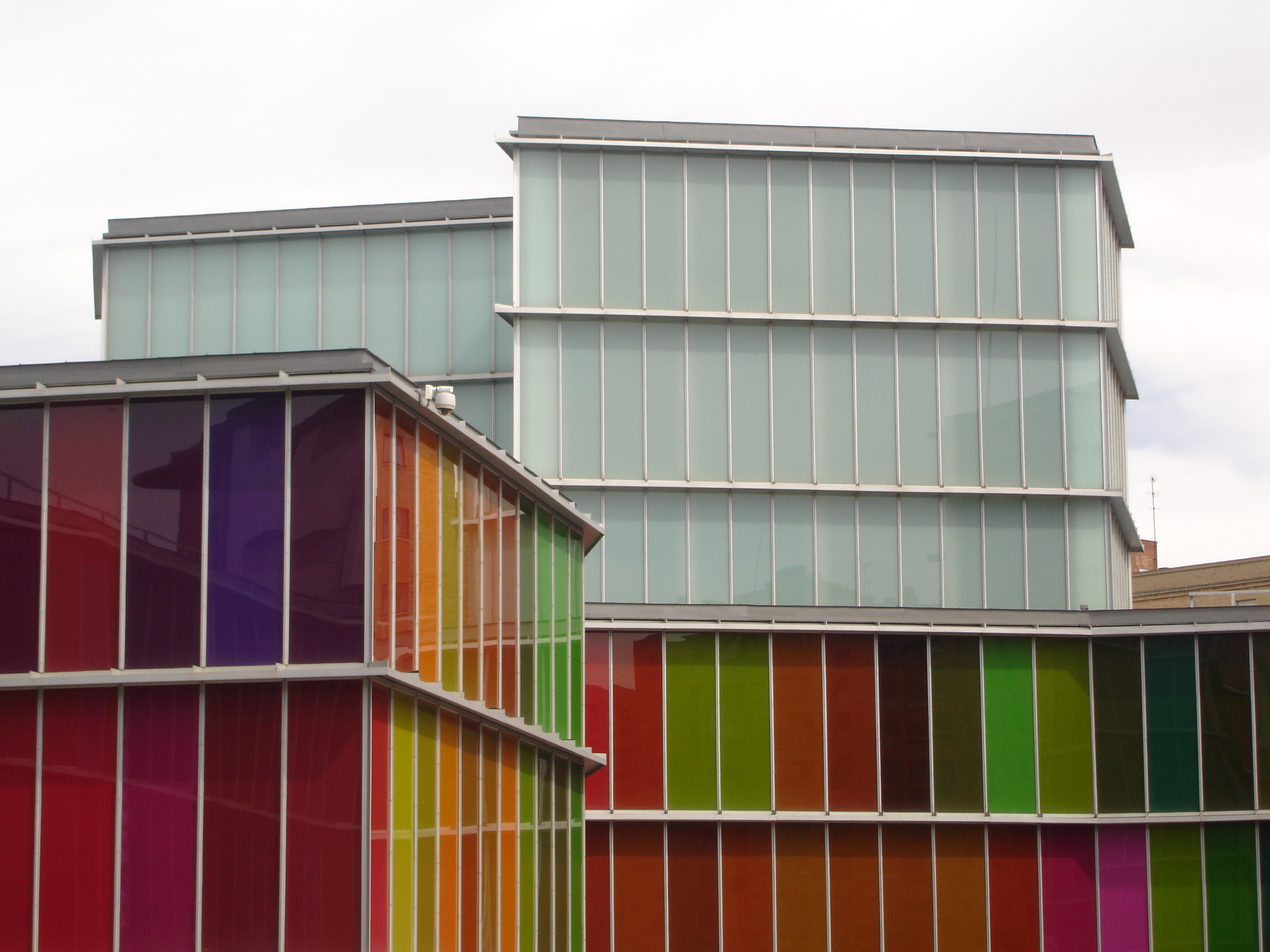
Museo de Arte Contemporáneo de Castilla y León av Mansilla + Tuñón Arquitectos, pris 2007
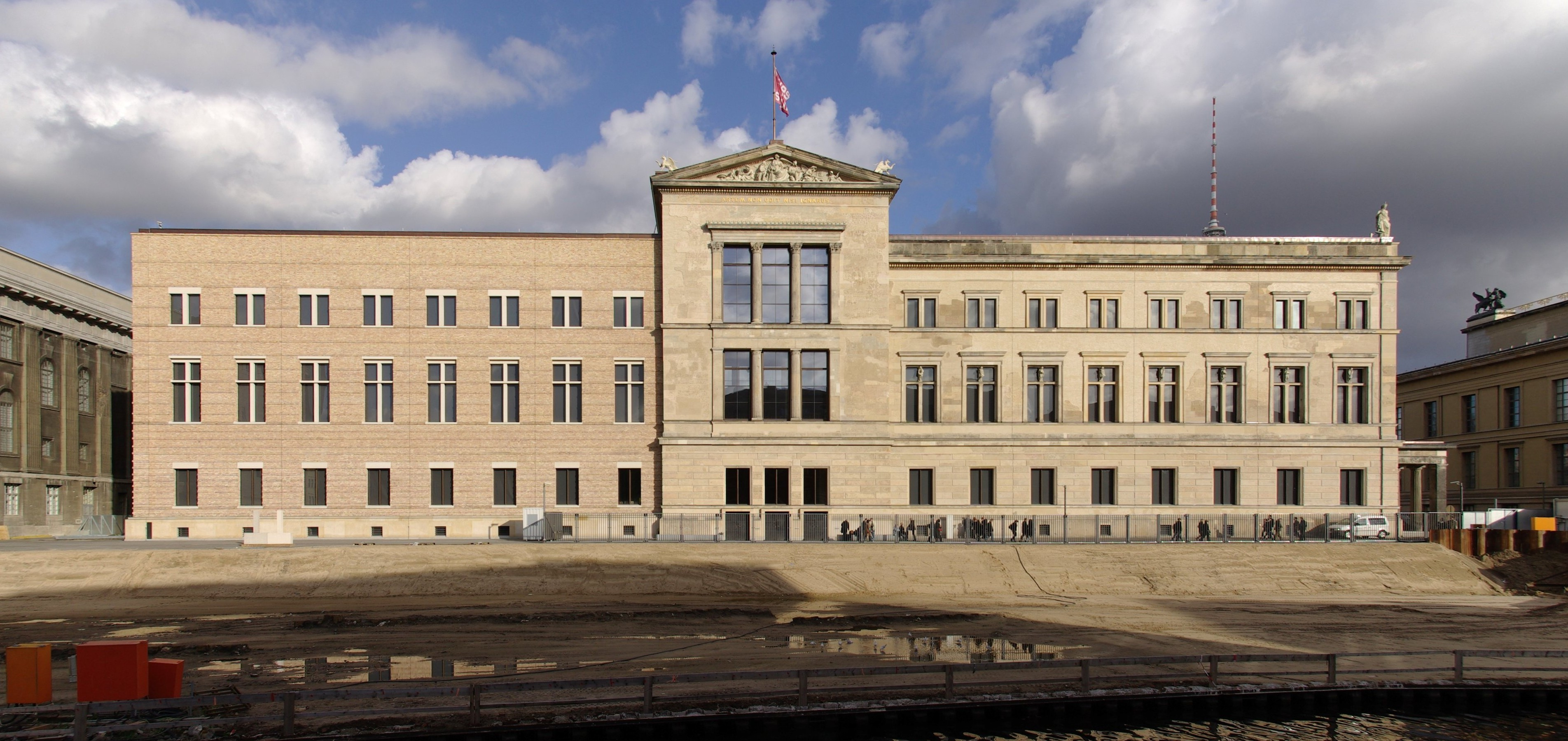
Neues Museum i Berlin av David Chipperfield, pris 2011